# Worms W.M.D
Worms: Weapons of Mass Destruction (stylisé Worms W.M.D) est un jeu vidéo d'artillerie développé et édité par Team17, sorti en 2016 sur PlayStation 4, Xbox One et PC et en 2017 sur Nintendo Switch puis en 2022 sur Google Stadia

## Système de jeu
Le gameplay de Worms W.M.D repose sur le principe de la série : des équipes de vers s’affrontent à tour de rôle dans des environnements destructibles, utilisant un large arsenal d’armes loufoques pour éliminer leurs adversaires. Le jeu se distingue notamment par l’ajout de véhicules (chars, hélicoptères…), de bâtiments destructibles permettant de se cacher, et d’un système d’artisanat qui permet de modifier ou améliorer certaines armes en pleine partie.

## Accueil
Worms W.M.D
Worms W.M.D est un jeu vidéo de stratégie au tour par tour développé et édité par Team17. Sorti en 2016 sur Windows, macOS, Linux, PlayStation 4, Xbox One et plus tard sur Nintendo Switch, il s’inscrit dans la célèbre série Worms, connue pour son gameplay tactique et son humour décalé.
Le jeu revient aux fondamentaux de la franchise avec une approche en 2D, rappelant les opus classiques tels que Worms Armageddon, tout en introduisant de nouvelles mécaniques comme les véhicules, les bâtiments et le système d’artisanat. Worms W.M.D a été globalement bien accueilli par la critique et les joueurs, salué pour son retour aux sources et son contenu varié, tout en recevant quelques critiques sur l’équilibrage de certaines armes et la prise en main des nouveaux éléments.